# Залштат
Залштат (њем. Saalstadt) општина је у њемачкој савезној држави Рајна-Палатинат. Једно је од 84 општинска средишта округа Југозападни Палатинат. Према процјени из 2010. у општини је живјело 345 становника. Посједује регионалну шифру (AGS) 7340041.

## Географски и демографски подаци
Залштат се налази у савезној држави Рајна-Палатинат у округу Југозападни Палатинат. Општина се налази на надморској висини од 400 метара. Површина општине износи 5,3 km². У самом мјесту је, према процјени из 2010. године, живјело 345 становника. Просјечна густина становништва износи 65 становника/km².